# Грумелло-дель-Монте
Грумелло-дель-Монте (итал. Grumello del Monte) — коммуна в Италии, находится в области Ломбардия, подчиняется административному центру Бергамо.
Население коммуны составляет 6045 человек, плотность населения составляет 672 чел./км². Занимает площадь 9 км². Почтовый индекс — 24064. Телефонный код — 035.
Покровителями коммуны почитаются Пресвятая Богородица, а также святые Иозесс, Траян и Баранклат, празднование в третье воскресенье октября.

## Города-побратимы
- Еме, Франция
- Милителло-Розмарино, Италия